# آلان استارسکی
آلان استارسکی (لهستانی: Allan Starski؛ زادهٔ ۱ ژانویهٔ ۱۹۴۳) طراح تولید و طراح صحنه مشهور اهل لهستان است. وی فرزند فیلم‌نامه‌نویس لهستانی لودویک استارسکی است. 
استارسکی با آندری وایدا در فیلم‌های مرد مرمرین، مرد آهنین، دوشیزگان ویلکو و پان تادئوش همکاری داشت. او همچنین با هنرمندانی چون الکساندر باردینی، آرتور میلر، آندژی واپیتسکی، آگنیشکا هولاند (در فیلم‌های میدان واشینگتن و اروپا اروپا)، یرژی اشتور (در داستان‌های عاشقانه)، رومن پولانسکی (در فیلم‌های پیانیست و الیور توئیست) و پیتر وبر (در فیلم خیزش هانیبال) همکاری داشته‌است.
استارسکی در سال ۱۹۹۳ بابت طراحی صحنهٔ فیلم فهرست شیندلر به کارگردانی استیون اسپیلبرگ برندهٔ جایزه اسکار بهترین طراحی صحنه شد.
وی همچنین بابت مشارکت‌های هنری‌اش برندهٔ نشان زرین گلوریا آرتیس شده‌است.